# دانيال أوسوليفان
دانيال أوسوليفان (بالإنجليزية: Daniel O'Sullivan)‏ هو ملحن وكاتب أغاني وموسيقي بريطاني، ولد في 1 ديسمبر 1980.

## وصلات خارجية
- دانيال أوسوليفان على موقع IMDb (الإنجليزية)
- دانيال أوسوليفان على موقع ميوزك برينز (الإنجليزية)
- دانيال أوسوليفان على موقع أول ميوزيك (الإنجليزية)
- دانيال أوسوليفان على موقع ديسكوغز (الإنجليزية)